# Extremadura TV
Pour les articles homonymes, voir Extremadura (homonymie).
Extremadura TV était une chaîne de télévision régionale espagnole appartenant à la société de radio-télévision publique estrémadurienne (Corporación Extremeña de Medios Audiovisuales).

## Présentation
Créée au mois de février 2007, elle reprenait une sélection de programmes issus de la chaîne de télévision Canal Extremadura Televisión. Elle émet principalement à destination de la « diaspora » estrémadurienne en Espagne et en Europe, et était reprise par satellite en Europe ainsi que sur la télévision numérique terrestre.
Une grande partie des programmes diffusées par Extremadura TV étaient directement repris de Canal Extremadura Televisión. Pour des questions de droits de diffusion, certaines émissions étaient cependant « expurgées » de cette version : séries télévisées, films et certaines retransmissions sportives étaient ainsi systématiquement remplacées par des variétés, des documentaires ou des émissions à vocation touristique.
Les principales émissions de flux étaient diffusées en direct ou en léger différé (talk-shows, variétés, émissions de proximité ou journal télévisé), de même que les grand événements de la région. La chaîne retransmet certains matchs de football (équipes locales) et des corridas.
La chaîne a cessé ses émissions sur la télévision numérique terrestre estrémadurienne en mars 2011 et sur le satellite au premier janvier 2012. Depuis lors, ce sont les émissions de Canal Extremadura Televisión qui sont retransmises par satellite en Europe ainsi que sur internet.

### Sources
- (es) Cet article est partiellement ou en totalité issu de l’article de Wikipédia en espagnol intitulé « Extremadura TV » (voir la liste des auteurs).